# Zeraim
Seder Zeraim (in ebraico סדר זרעים ‎?, lett. "Ordine dei Semi") è il primo e più corto Seder ("Ordine") della Mishnah, una delle maggiori opere della Legge ebraica. Tale sezione della Mishnah fu scritta dai rabbini per informare tutti gli ebrei su quello che deve essere fatto per adempiere agli obblighi biblici di preghiera e ai comandamenti sul cibo.
Chi osserva la legge ebraica è legato a molti obblighi e restrizioni in materia di alimentazione e agricoltura e deve rispettare un rigoroso programma di preghiere.
Di tutti i trattati nel Seder Zeraim, solo il Berakhot ha una corrispondente Ghemara nel Talmud babilonese. Tuttavia molte delle mishnayot del Seder Zeraim sono citate nel Talmud babilonese. I Trattati del Seder Zeraim sono inclusi nel Talmud di Gerusalemme.
Zeraim è suddiviso in undici Trattati:
1. Berakhot (ברכות, Benedizioni) tratta delle regole delle benedizioni e preghiere, particolarmente la Shemà e la Amidah. Comprende nove capitoli.
2. Pe'ah (פאה, Angolo) tratta dei regolamenti che riguardano il comandamento di lasciare un angolo del proprio campo ai poveri (Levitico 19:9–10, 23:22[1]; Deuteronomio 24:19–22[2]), e con i diritti dei poveri in generale. Otto capitoli.
3. Demai (דמאי, Prodotto incerto) esamina principalmente i vari casi dove è incerto se le donazioni sacerdotali siano state esatte dai prodotti (della terra). Non si conosce con certezza l'origine della parola Demai. Il trattato si concentra comunque sulle leggi relative ai prodotti agricoli, dove si sospetta che il ma‘aser rishon (la prima decima per il Levita, il terumat ma‘aser e il ma‘aser sheini (la seconda decima) o ma‘aser ani (la decima per i poveri), a seconda del ciclo sabbatico annuale ("shmita"), non siano stati separati appropriatamente, secondo i dettami biblici di Numeri 18:24-28[3]. Comprende sette capitoli e ha una Gemara solo sul Talmud gerosolimitano.
4. Kil'ayim (כלאים, di due tipi; eterogeneo - lett. "mescolanze" o "confusione")  tratta principalmente delle regole che proibiscono le miscele in agricoltura, abbigliamento e allevamento (Levitico 19:19[4]; Deuteronomio 22:9–11[5]). Specificamente esamina le misture di semi da piantare, gli innesti, la combinazione delle viti, gli incroci delle razze animali, come lavorare con una pariglia o più di animali da traino di tipo diverso e la proibizione di shaatnez (abiti che contengono un misto di lino e lana). Nove capitoli. Esiste una Gemara del Yerushalmi.
5. Shevi'it (שביעית, Settimo Anno) esamina i regolamenti agricoli e fiscali dell'Anno sabbatico (Esodo 23:11[6], Levitico 25:1–8[7], Deuteronomio 15:1–11[8]). Si compone di dieci capitoli ed esamina le leggi del riposo della terra nel settimo anno, le leggi sabbatiche di Shmita per i prodotti della terra, e la remissione dei debiti. Tratta anche del 50º anno, noto come "Yovel", quando tutti gli schiavi devono essere liberati e tutte le terre devono esser restituite ai proprietari iniziali, dal tempo di Giosuè  e delle Tribù. Questo trattato ha numerose applicazioni tuttora in Israele, dove si osserva la "Shmita". L'anno sabbatico shemittah è stato da settembre 2007 a settembre 2008 ed il precedente nel 2000-2001.
6. Terumot (תרומות, Donazioni) tratta delle leggi relative alla donazione terumah fatta ai Kohanim (sacerdoti ebraici) (Numeri 18:8–20[9], Deuteronomio 18:4[10]). Undici capitoli, che esaminano due tipi di donativo: quello della terumah per il Kohen che è generalmente 1/50 del proprio raccolto e quella del 10% maaser (decima) data al Levita e che si chiama "Terumat Maaser." Le leggi del Terumah si applicano tuttora ai raccolti e prodotti coltivati nella Terra di Israele. Esiste un dibattito corrente che cerca di definire se l'obbligo di Terumot sia biblico o rabbinico.[11] Queste leggi vengono citate anche su "Demai" e "Ma'aserot".
7. Ma'aserot (מעשרות, Decime) o Ma'aser Rishon  (מעשר ראשון, Prima decima) esamina le regole relative alla decima ai Leviti (Numeri 18:21–24[12]). In cinque capitoli, discute dei tipi di prodotti imponibili di decima e le circostanze e la tempistica in base alle quali i prodotti vengono sottomessi alla decima. In tempi biblici, durante ognuno dei sei anni del ciclo produttivo, "Maaser Rishon" veniva dato ai Leviti come 10% del raccolto di una persona. "Maaser Sheni" era messo da parte nel primo, secondo, quarto e quinto anno ed è il 10% del raccolto che rimane dopo "Maaser Rishon". Era portato a Gerusalemme per esser consumato o veniva riscattato con monete sconsacrate su cibo di Gerusalemme. L'ultima categoria è "Maaser Ani", che viene dato ai poveri nel terzo e sesto anno. "Maaser Sheni" è il tema principale, insieme con le leggi della Reva'i, del seguente trattato, intitolato infatti "Ma'aser Sheni". "Maaser Ani" è discusso nel trattato Pe‘ah. Il settimo anno del ciclo è designato "Shmita" (o "Shemitta") e non venivano date decime nella Terra di Israele.
8. Ma'aser Sheni (מעשר שני, Seconda decima) tratta delle regole della decima che doveva esser consumata a Gerusalemme (Deuteronomio 14:22–26[13]). All'epoca del Tempio di Gerusalemme la seconda decima era rappresentata dal mettere da parte un decimo di specifici prodotti agricoli del primo, secondo, quarto e quinto anno di ogni ciclo settennale col proposito di portarlo a Gerusalemme e consumarlo là. Cinque capitoli.
9. Hallah (חלה, Impasto) tratta delle leggi relative all'offerta di impasto Challah da offrirsi ai Kohanim (Numeri 15:18–21[14]). All'epoca del Tempio la "Challah" veniva separata dall'impasto del pane fatto delle cinque specie di grano e messa da parte per un Kohen. Correntemente viene separata e bruciata nel forno o data agli uccelli in alcune comunità ebraiche. Prima che la Challah sia separata si recita una benedizione, la "Al Atefias Challah". La quantità messa da parte viene presa solo da prodotti di pane fatto con 1,2 chili di farina o più (senza benedizione) o 1,666 chili o più (con benedizione, secondo alcune autorità) o 2,25 chili o più (con benedizione) ed è della grandezza di una grossa oliva. Se viene usato meno della quantità prescritta, alcuni separano senza benedizione mentre altri non separano affatto. Se non viene fatta la separazione mentre si cucina, può esser fatta dopo senza benedizione. Quattro capitoli.
10. Orlah (ערלה, Blocco degli alberi) tratta principalmente della proibizione di usare un albero appena piantato (Levitico 19:23–25[15]). In tre capitoli, esamina le leggi che riguardano gli alberi da frutta e i frutti dei quali non possono esser consumati durante i primi tre anni della produzione. Tratta anche delle leggi "Neta Revai", secondo le quali i prodotti del quarto anno sono considerati "Maaser Sheni".
11. Bikkurim (ביכורים, Primi Frutti) esamina i donativi delle  "primizie" ai Kohanim e al Tempio (Esodo 23:19[16]; Deuteronomio 26:1[17]). 3 / 4 capitoli.

In molte edizioni della Mishnah, anche nelle prime pubblicate a Napoli nel 1492 e a Riva nel 1559, così come nella maggior parte delle edizioni del Talmud babilonese, un quarto capitolo, che è probabilmente un Baraisa, è stato aggiunto al Bikkurim La sequenza dei volumi di Zeraim in entrambe le edizioni (come sopra numerati) corrisponde a quella data da Maimonide.
Anche se il primo volume, sulle benedizioni, non sembra opportuno che appartenga ad una sezione sull'agricoltura, il ragionamento per la sua inclusione è il seguente: nell'ebraismo una benedizione deve esser detta prima di consumar cibo o altri prodotti. Allo stesso modo, prima di studiare le leggi relative al sostentamento, è opportuno imparare le leggi delle benedizioni.